# 시몽 짐니
시몽 짐니(프랑스어: Simon Zimny; 1927년 5월 18일 ~ 2007년 4월 3일)는 프랑스의 전 프로 축구 선수로, 현역 시절 수비수로 활약했다. 그는 1950년대 스타드 랭스의 우측 수비 중추였다. 그는 은퇴 후 감독으로도 활동했으며, 스타드 랭스의 2군과 3부 리그의 에페르네 감독을 역임했다. 그는 1955년에 스위스와의 경기에서 프랑스 국가대표팀 경기에 1번 출전하기도 했다.

## 사생활
짐니는 프랑스의 폴란드계 가정에서 출생했다.

## 수상
랭스
- 디비시옹 1: 1952–53, 1954–55, 1957–58
- 쿠프 드 프랑스: 1949–50, 1957–58
- 트로페 데 샹피옹: 1955
- 코파 라티나: 1953
- 유러피언컵 준우승: 1955–56